# Julián Chiera
Julián Chiera (Córdoba, Argentina, 3 de enero de 1991) es un ex-baloncestista argentino que se desempeñaba en la posición de alero. Pese a haber jugado en la División I de la NCAA para los Southeastern Louisiana Lions, su carrera como profesional fue muy breve y sólo se desarrolló en la segunda categoría del baloncesto argentino. 

## Trayectoria

### Etapa universitaria
Chiera comenzó a practicar baloncesto durante su niñez en el club Barrio Parque de Córdoba. En 2006 emigró junto a su familia a Brasil, país en el que siguió formándose como baloncestista.
Consiguió ingresar al circuito del baloncesto universitario estadounidense en 2011, siendo becado por el Laramie County Community College de la NJCAA para jugar con su equipo, el Laramie County Golden Eagles. Tras dos años mostrando un buen nivel, los Southeastern Louisiana Lions de la Universidad del Sudeste de Luisiana se fijaron en él y terminaron reclutándolo para sus filas. De esa manera pudo competir en la Southland Conference de la División I de la NCAA. En su única temporada con el equipo registró marcas de 6.3 puntos y 2.5 rebotes por partido en 30 encuentros.

### Etapa profesional
Regresó a la Argentina en 2014, sumándose a Banda Norte de Río Cuarto del Torneo Nacional de Ascenso. Jugó 39 partidos en total, promediando 6.1 puntos y 1.5 rebotes por partido. 
Al finalizar la temporada regresaría a Barrio Parque, equipo que alcanzaría la final del TNA en 2016. Chiera permaneció en el club hasta fines de 2017. En el primer semestre de 2018 estuvo en La Unión de Colón, regresando luego una vez más a Barrio Parque para disputar lo que sería su última temporada como profesional.

## Vida privada
Julián Chiera es hijo del exfutbolista Alejandro Chiera (que jugó, entre otros equipos, en el Club Atlético Belgrano) y hermano de Adrián Chiera, un baloncestista profesional que se desempeña en las categorías del ascenso italiano.